# Anthobolus foveolatus
Anthobolus foveolatus är en tvåhjärtbladig växtart som beskrevs av Ferdinand von Mueller. Anthobolus foveolatus ingår i släktet Anthobolus och familjen Opiliaceae. Inga underarter finns listade i Catalogue of Life.